# Оленегорский горно-обогатительный комбинат
Оленего́рский го́рно-обогати́тельный комбина́т («Олкон») — самый северный в России производитель железорудного сырья.

## Местонахождение
Оленегорский ГОК располагается в городе Оленегорске Мурманской области. Сырьевая база комбината представлена Оленегорским железорудным месторождением, включающим 8 карьеров железистых кварцитов: Оленегорский, Кировогорский, им. XV-летия Октября, Комсомольский, Куркенпахк, Восточный, Центральный, Печегубский. Добыча руды производится в основном открытым способом. Оленегорский карьер с 2005 года отрабатывается комбинированным, открыто-подземным способом.

## История
1921 год—1932 год — разведка месторождений Заимандровского района Монче-тундры. 7 августа 1949 года началось строительство комбината. Весной 1950 года началось строительство обогатительной фабрики.
6 ноября 1954 год на обогатительной фабрике получен первый железорудный концентрат.
Оленегорский ГОК стал первым в России предприятием, на котором в промышленном масштабе в начале 1950-х годов была освоена технология глубокого обогащения бедных железных руд.
В 1993 году ГОК прошёл процесс приватизации, и получил наименование Открытое акционерное общество «Оленегорский горно-обогатительный комбинат».
К 2001 году контрольный пакет «Олкона» приобрела «Северсталь». В 2008 году «Олкон» стал на 100 % подконтролен ПАО «Северсталь». Архивная копия от 14 апреля 2016 на Wayback Machine
Основной потребитель — Череповецкий металлургический комбинат (Северсталь).

## Производственная деятельность

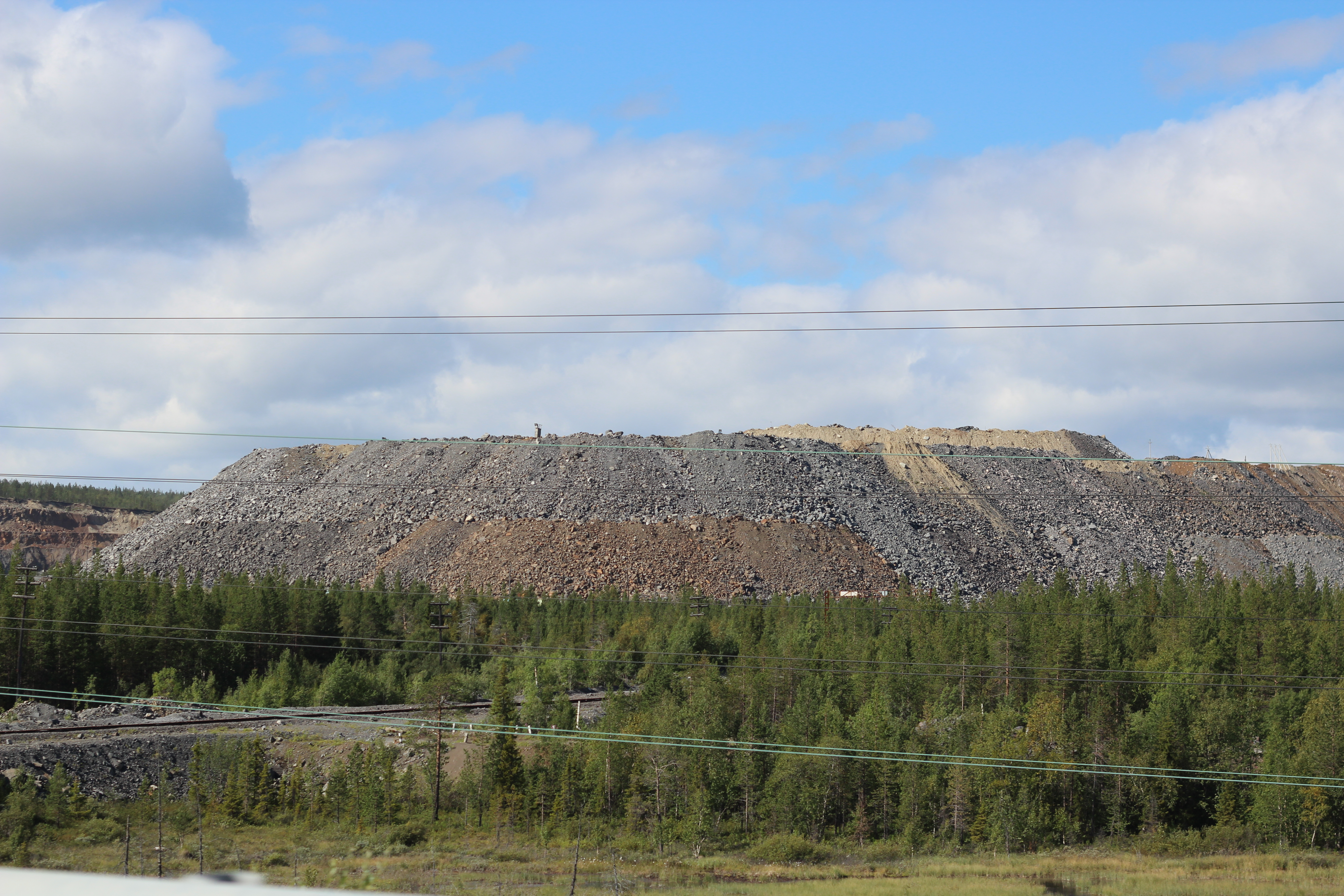
Отвалы на карьере имени XV-летия Октября

Сырьевая база комбината в настоящее время представлена 7 месторождениями железистых кварцитов, в которых на 01.01.2011 г. содержится 620 млн.тн разведанных запасов руды. Общее содержание железа в добытой руде составляет не менее 28,0 %.
АО «Олкон» разработана и внедрена в производство магнитная схема получения высококачественного концентрата, по которой, наряду с товарным концентратом, на дробильно-обогатительной фабрике получают магнетитовый концентрат высокой чистоты (содержание железа не менее 72,0 %, содержание оксида кремния не более 0,25-0,35 %).
Объём производства железорудного концентрата АО «Олкон» в 2010 году составил 4283,9 тыс.тонн.